# Neoscolecithrix koehleri
Neoscolecithrix koehleri is een eenoogkreeftjessoort uit de familie van de Tharybidae. De wetenschappelijke naam van de soort is voor het eerst geldig gepubliceerd in 1896 door Canu.